# Limpopo
Limpopo je najsevernejša provinca v Južni Afriki. Ime je dobila po reki Limpopo, ki tvori zahodno in severno mejo province. Izraz Limpopo izhaja iz besede Rivombo (Livombo/Lebombo), skupine naseljencev Tsonga pod vodstvom Hosija Rivomba, ki so se naselili v goratem okolju in območje poimenovali po svojem voditelju. Po njih so poimenovane tudi gore Lebombo. Lokalne skupnosti Venda na tem območju reko imenujejo Vhembe. Glavno in največje mesto v provinci je Polokwane, medtem ko je deželni zakonodajni organ v Lebowakgomu.
Provinco sestavljajo tri nekdanje domovine ljudstev Lebowa, Gazankulu in Venda ter del nekdanje province Transvaal. Provinca Limpopo je bila ustanovljena kot ena od devetih provinc po splošnih volitvah v Južni Afriki leta 1994. Ime province je bilo sprva »Severni Transvaal«, kasneje pa se je 28. junija 1995 spremenilo v »Severna provinca«, skupaj z dvema drugima provincama. Ime je bilo kasneje leta 2002 ponovno spremenjeno v provinco Limpopo. Limpopo sestavljajo tri glavne etnične skupine: Pedi, Tsonga in Venda.
Tradicionalni voditelji in poglavarji še vedno tvorijo močno hrbtenico politične krajine province. Hiša tradicionalnih voditeljev Limpopo, ustanovljena v skladu z Zakonom o hiši tradicionalnih voditeljev Limpopo, Zakon št. 5 iz leta 2005, ima glavno nalogo svetovati vladi in zakonodajalcu o zadevah, povezanih z običaji, tradicijo in kulturo, vključno z razvojnimi pobudami, ki vplivajo na podeželske skupnosti. 18. avgusta 2017 je bila Kgosi Malesela Dikgale ponovno izvoljena za predsednico Hiše tradicionalnih voditeljev Limpopo.

## Zgodovina
Narodni park Mapungubwe, ki je na seznamu svetovne dediščine, se ponaša z arheološkimi najdbami iz obdobja mogočnega lokalnega kraljestva, ki je tukaj vladalo med letoma 800 in 1290. Ostanke naselja iz obdobja med 15. in 17. stoletjem si lahko ogledate v Thulameli v severnem delu Krugerjevega narodnega parka.
Do leta 1994 je bil to severni del nekdanje province Transvaal. Od leta 1994 se je kratek čas imenovala provinca Severni Transvaal, nato pa se je z zakonom o spremembi ustave Republike Južne Afrike št. 20 iz leta 1995 iz julija 1995 sprva imenovala Severna provinca. Provinca je bila poimenovana po reki Limpopo s sklepom pokrajinske skupščine leta 2002, hkrati pa je bila preimenovana večina mest na njenem ozemlju. Vendar pa je preimenovanje province zahtevalo spremembo južnoafriške ustave, ki je bila sprejeta z zakonom o spremembi leta 2003.
Leta 2013 je Stan Mathabatha na mestu predsednika vlade zamenjal svojega predhodnika Cassela Mathaleja (oba ANC).

## Geografija
Provinca Limpopo si deli mednarodne meje z okrožji in provincami treh držav: z osrednjim in severozahodnim okrožjem Bocvane, z južnim in severovzhodnim okrožjem Zimbabveja ter z južnim in severovzhodnim okrožjem Masvingo v Zimbabveju ter z vzhodno provinco Gaza v Mozambiku. Limpopo je povezava med Južno Afriko in državami dlje v podsaharski Afriki. Na svojem južnem robu, od vzhoda proti zahodu, si deli mejo z južnoafriškimi provincami Mpumalanga, Gauteng in Severozahod. Njegova meja z Gautengom vključuje os Johannesburg-Pretoria te province, ki je najbolj industrializirana metropola na celini. Provinca je osrednjega pomena za regionalne, nacionalne in mednarodne trge v razvoju.
Limpopo vsebuje velik del biosfere Waterberg, masiva s površino približno 15.000 km2, ki je prva regija v severnem delu Južne Afrike, ki je bila imenovana za Unescov biosferni rezervat.

## Občine
Provinca Limpopo je razdeljena na pet okrožij. Okrožja so nato razdeljena na 25 lokalnih občin:
| - okrožje Capricorn - Blouberg - Lepele-Nkumpi - Molemole - Polokwane | - okrožje Mopani - Ba-Phalaborwa - Greater Giyani - Greater Letaba - Greater Tzaneen - Maruleng | - okrožje Sekhukhune - Elias Motsoaledi - Ephraim Mogale - Fetakgomo Tubatse - Makhuduthamaga | - okrožje Vhembe - Makhado - Musina - Collins Chabane - Thulamela | - okrožje Waterberg - Bela-Bela - Lephalale - Modimolle–Mookgophong - Mogalakwena - Thabazimbi |

## Gospodarstvo
Limpopo ima skupno 6,015 milijona prebivalcev z 1,641 milijona gospodinjstev. Provinca ima relativno visok indeks človekovega razvoja (HDI) 0,710, kar je tretji najvišji indeks v Južni Afriki.

### Kmetijstvo
Bushveld je dežela govedoreje, kjer obsežno živinorejo pogosto dopolnjuje nadzorovan lov. Približno 80 % lovske industrije v Južni Afriki je v Limpopu.
Sončnice, bombaž, koruza in arašidi se gojijo na območjih Bela-Bela in Modimolle. Modimolle je znan tudi po namiznem grozdju. V Limpopu raste embrionalna vinska industrija. Tropsko sadje, kot so banane, liči, ananas, mango in papaje, pa tudi različni oreščki, se gojijo na območjih Tzaneen in Louis Trichardt. Tzaneen je tudi središče obsežnih plantaž citrusov, čaja in kave ter pomembne gozdarske industrije. Večina kmetov in gospodinjstev nima oskrbe z vodo, zaradi česar morajo vrtati vrtine na svojih posestvih.

### Stanovanja
Večina prebivalcev Limpopa živi na podeželju; to je privedlo do novega pojava razvoja podeželja, kjer prebivalci vlagajo v gradnjo razkošnih domov na svoji plemenski zemlji. Podeželske hiše v Limpopu so predstavili televizijski kanali, vlogerji o življenjskem slogu, vplivneži na družbenih omrežjih in največja afriška blagovna znamka dejstev, Africa Facts Zone. Po podatkih 96,2 % prebivalcev Limpopa živi v formalnih stanovanjih, kar je nad nacionalnim povprečjem 84,0 %. Zaradi tega je Limpopo provinca z najvišjim odstotkom ljudi, ki živijo v formalnih stanovanjih v Južni Afriki.

### Rudarstvo
Bogata nahajališča mineralov v Limpopu vključujejo kovine platinske skupine, železovo rudo, krom, visoko- in srednjekakovostni koksni premog, diamante, antimon, fosfat in baker, pa tudi mineralne rezerve, kot so zlato, smaragdi, šelit, magnetit, vermikulit, silicij in sljuda. Najdemo tudi surovine, kot so črni granit, korund in glinenec. Rudarstvo prispeva k več kot petini gospodarstva province.
Limpopo ima največje nahajališče platine v Južni Afriki. Premogovišče Waterberg, vzhodni podaljšek botsvanskega premogovišča Mmamabula, naj bi vsebovalo 40 % južnoafriških rezerv premoga.

### Turizem
Oddelek za gospodarski razvoj, okolje in turizem Limpopa je provinco uvrstil med prednostne destinacije za ekoturizem. Njegov program za okolje in turizem zajema turizem, zavarovana območja in razvoj skupnostnega okolja za doseganje trajnostne gospodarske rasti.
Čeprav je Limpopo ena najrevnejših provinc v Južni Afriki, je bogata z divjimi živalmi, kar ji daje prednost pri privabljanju turistov. Tako zasebni kot javni sektor vlagata v razvoj turizma.
V bližini Modjadjiskloofa, na kmetijah Sunland Baobab, je veliko baobabovo drevo, ki je bilo preurejeno v relativno prostoren pub.

## Demografija
Prebivalstvo Limpopa sestavlja več etničnih skupin, ki se razlikujejo po kulturi, jeziku in rasi. 97,3 % prebivalstva je temnopoltih, 2,4 % belcev, 0,2 % temnopoltih in 0,1 % Indijcev/Azijcev. Provinca ima najmanjši odstotek in drugo najmanjše skupno število belih Južnoafričanov v državi. Vendar pa obstaja več krajev z belo večino, predvsem Hoedspruit in Modimolle. Ima tudi najvišji odstotek temnopoltih med vsemi provincami.
Največji odstotek prebivalstva, 52 % province, predstavljajo pripadniki Severnega Sotha. Približno 24,0 % province predstavljajo pripadniki Tsonga; Tsonga predstavljajo tudi približno 11,5 % province Mpumalanga, saj je bil južni del njihove domovine, Gazankulu, odrezan od Limpopa in dodeljen Mpumalangi. Venda predstavljajo približno 16,7 %. Afrikanci predstavljajo večino belega prebivalstva Limpopa, približno 95.000 ljudi; angleško govorečih belcev je nekaj več kot 20.000. Okrožje Vhembe ima najmanjši delež belcev v Limpopu, skupaj približno 5000. Nasprotno pa ima okrožje Waterberg največji delež belcev, saj tam živi več kot 60.000 belcev. Črnci in Azijci/Indijci predstavljajo le majhen odstotek celotnega prebivalstva province.